# Heteronomía de la voluntad
Heteronomía de la voluntad es un término técnico introducido en filosofía por Immanuel Kant, basándose en Jean-Jacques Rousseau. Se refiere a la acción que está influenciada por una fuerza exterior al individuo, considerando tal acción como «no moral» (ni moral ni inmoral). Es decir, el caso en que la voluntad no está determinada por razón del sujeto, sino por lo ajeno a ella (la voluntad de otras personas, las cosas del mundo, la sensibilidad, la voluntad divina, etcétera).
En fin, es el hecho de que otra persona tome decisiones que corresponden a un individuo, es decir que no es el individuo propiamente quien toma sus decisiones sino que son intervenidas. Sería lo contrario a la autonomía, ya que bajo este punto de vista no se pueden hacer las cosas con libertad sino que hay que basarse en normas impuestas por otras personas, a las cuales en estas circunstancias se debe obedecer.

## Tesis kantiana
La voluntad puede tener dos fundamentos: la razón o la inclinación. Cuando es la propia razón la que decreta el modo en que debe actuar la voluntad, ésta es autónoma porque se da a sí misma sus propias leyes particulares o discretas. Sin embargo, cuando la voluntad viene determinada por la inclinación (palabra con la que Kant se refiere al conjunto de apetitos sensibles venidos de lo ajeno) la voluntad es heterónoma.
Esta tesis kantiana puede parecer extraña para la forma actual de entender las cosas, pues ahora es más bien común creer que se es libre si se es capaz de realizar todas y cada una de los apetencias que se tengan, por lo que se considera a la ley moral como un estorbo para la libertad absoluta, entendida como capacidad para hacer lo que plazca[cita requerida]. Sin embargo, Kant pensó que cuando existe el propósito de seguir lo que reclaman de los deseos o apetitos, la conducta no es libre, pues su realización sólo es posible doblegándose a las exigencias que impone el mundo y, por tanto, a algo exterior a la propia voluntad.

## Nota
1. ↑  Rousseau, J.J. ([2010] 1754-1762). The Social Contract, A Discourse on the Origin of Inequality, and A Discourse on Political Economy. New York: Classic Books International.
2. ↑   Glossary of Kant's Technical Terms by Stephen Palmquist